# Caldwell (North Yorkshire)
Caldwell – wieś w Anglii, w hrabstwie North Yorkshire, w dystrykcie (unitary authority) North Yorkshire. Leży 76 km na północny zachód od miasta York i 352 km na północ od Londynu. W 2001 miejscowość liczyła 115 mieszkańców.